# Luigi Bommarito
Luigi Bommarito (Terrasini, 1º giugno 1926 – Terrasini, 19 settembre 2019) è stato un arcivescovo cattolico italiano.

## Biografia
È nato il 1º giugno 1926 a Terrasini nell'arcidiocesi di Monreale dove poi ha esercitato il suo ministero sacerdotale dopo essere stato consacrato presbitero il 2 aprile 1949.
Il 18 marzo 1976 papa Paolo VI lo ha nominato vescovo ausiliare di Agrigento e vescovo titolare di Vannida. Ha ricevuto l'ordinazione episcopale il 1º giugno 1976 dal cardinale Sebastiano Baggio, prefetto della Congregazione per i vescovi, co-consacranti Corrado Mingo, arcivescovo metropolita di Monreale, e Giuseppe Petralia, vescovo di Agrigento.
Il 2 maggio 1980 papa Giovanni Paolo II lo ha nominato vescovo di Agrigento in sostituzione dello stesso Petralia dimessosi per raggiunti limiti di età.
Il 1º giugno 1988 lo stesso Papa lo ha promosso arcivescovo di Catania, sede diventata metropolitana nel 2000.
Il 4 e 5 novembre 1994 ha accolto papa Giovanni Paolo II durante la visita pastorale nella città etnea concelebrando la messa di beatificazione di madre Maddalena Morano.
In occasione dell'Avvento del 2001 ha scritto una lettera con diverse critiche ai responsabili del Cammino neocatecumenale.
Il 7 giugno 2002 si è dimesso per raggiunti limiti di età.
È morto a Terrasini, nella sua casa natale, all'età di 93 anni, il 19 settembre 2019.

## Genealogia episcopale e successione apostolica
La genealogia episcopale è:
- Cardinale Scipione Rebiba
- Cardinale Giulio Antonio Santori
- Cardinale Girolamo Bernerio, O.P.
- Arcivescovo Galeazzo Sanvitale
- Cardinale Ludovico Ludovisi
- Cardinale Luigi Caetani
- Cardinale Ulderico Carpegna
- Cardinale Paluzzo Paluzzi Altieri degli Albertoni
- Papa Benedetto XIII
- Papa Benedetto XIV
- Cardinale Enrico Enriquez
- Arcivescovo Manuel Quintano Bonifaz
- Cardinale Buenaventura Córdoba Espinosa de la Cerda
- Cardinale Giuseppe Maria Doria Pamphilj
- Papa Pio VIII
- Papa Pio IX
- Cardinale Alessandro Franchi
- Cardinale Giovanni Simeoni
- Cardinale Antonio Agliardi
- Cardinale Basilio Pompilj
- Cardinale Adeodato Piazza, O.C.D.
- Cardinale Sebastiano Baggio
- Arcivescovo Luigi Bommarito

La successione apostolica è:
- Arcivescovo Salvatore Pappalardo (1998)